# 小犬座
小犬座是北天小星座，属公元二世纪克劳狄乌斯·托勒密划分的48个星座，面积在88个现代星座排71位。拉丁语原名意为“小犬”，与代表“大犬”的大犬座对应，两犬都追随獵戶座代表的猎人。
小犬座只有两颗恒星亮度超过4.0视星等，其中南河三达0.34视星等，南河二2.9视星等。約翰·拜耳为星座中八颗恒星分配希腊字母，約翰·佛蘭斯蒂德为14颗恒星编号。南河三距地球很近，亮度在夜空所有恒星排第七，是有白矮星相伴的黄白主序星。南河二是蓝白主序星。魯坦星是九等紅矮星，也是小犬座除南河三外离太阳系最近的恒星。四等星南河增八已进入橙巨星阶段，演化周期走向尾声，2012年人类发现它还有行星。小犬座的深空天體很少，每年12月上旬水位二附近有流星雨。

## 历史与神话

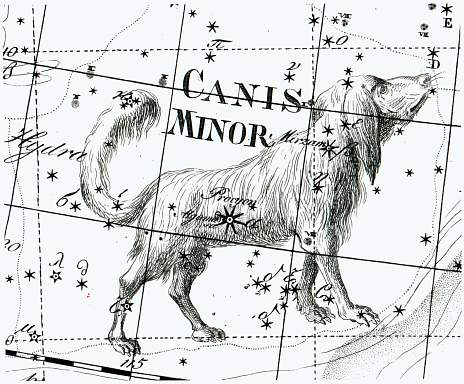
约翰·波得1801年《天图册》上的小犬座

小犬座最早见于美索不达米亚记录，与古典希臘時期的天体制图学传统关系密切。公元前1100年左右的《三星表》把南河三与南河二称为“双胞胎”（MASH.TAB.BA）。古巴比伦人后来的规范星表《纲要》（MUL.APIN）中“双胞胎”又指參旗六、参旗七、井宿七和水府二。“双胞胎”的含义随之变化，意指巴比伦神话里的双面神袛卢拉尔（Lulal）与拉塔拉克（Latarak），两者实为一体，但性格截然相反。小犬座还曾得名“DAR.LUGAL”，位于“（猎户座）背后的恒星”，《纲要》中的小犬座代表公鸡，该名称还可能意指天兔座。古巴比伦人把“DAR.LUGAL”称为“DAR.MUŠEN”或“DAR.LUGAL.MUŠEN”，阿卡德人把小犬座称为“tarlugallu”。
克劳狄乌斯·托勒密二世纪的著作《天文學大成》划有48个星座，其中小犬座只有两颗恒星，不像其他绝大多数星座那样包含星群。古希臘語把小犬座称为，意为“在狗以前”，西塞罗等人将辞汇音译成拉丁语、及其他变体。罗马文献还为名称加上形容词，意为“小”，因为星座比较黯淡，意为“北面”，因为星座在大犬座北面，还有，意指星座率先升起，意指星座从左边升起。希腊神话有时把小犬座与透墨索斯恶狐联系起来，据称宙斯把它和抓捕它的神犬莱拉普斯（Λαῖλαψ，意为“飓风”）变成石头放在天国，其中莱拉普斯就是大犬座，透墨索斯恶狐是小犬座。埃拉托斯特尼将小犬座与猎户座联系起来，意指小狗陪伴猎人；许癸努斯把小犬座与雅典人伊卡里俄斯（Ἰκάριος）的狗麦拉（Μαῖρα，意为“烟火”）联系起来。得知伊卡里俄斯去世后，麦拉与主人之女厄里戈涅（Ἠριγόνη）自尽身亡，他们后来都在天上拥有一席之地，厄里戈涅是室女座，伊卡里俄斯是牧夫座。为感谢麦拉的忠诚，天神把小犬座放在银河“岸边”，古人相信银河便是天河，所以麦拉永远不会口渴。古埃及将小犬座视为胡狼头神阿努比斯。
中世纪阿拉伯天文学家将小犬座写作，代表狗；阿卜杜勒-拉赫曼·苏菲的《恆星之書》就有星座与犬科动物重叠的图像。托勒密和阿拉伯人所称的小犬座略有不同，阿拉伯人把现属獵戶座的軍市一划入小犬座，代表狗项圈。南河三与南河二的阿拉伯语名称不是古希腊语直译，但都意指它们与天狼星接近且类似。南河三的阿拉伯语名称是，意为“叙利亚西里斯”（西里斯是天狼星的音译）；南河二称，指“睡眼惺忪的西里斯”。突尼西亞牧羊人发现六个星座代表炎热的旱季，其中包括大犬座和小犬座恒星的称为“Merzem”，预示接下来两周天气炎热。

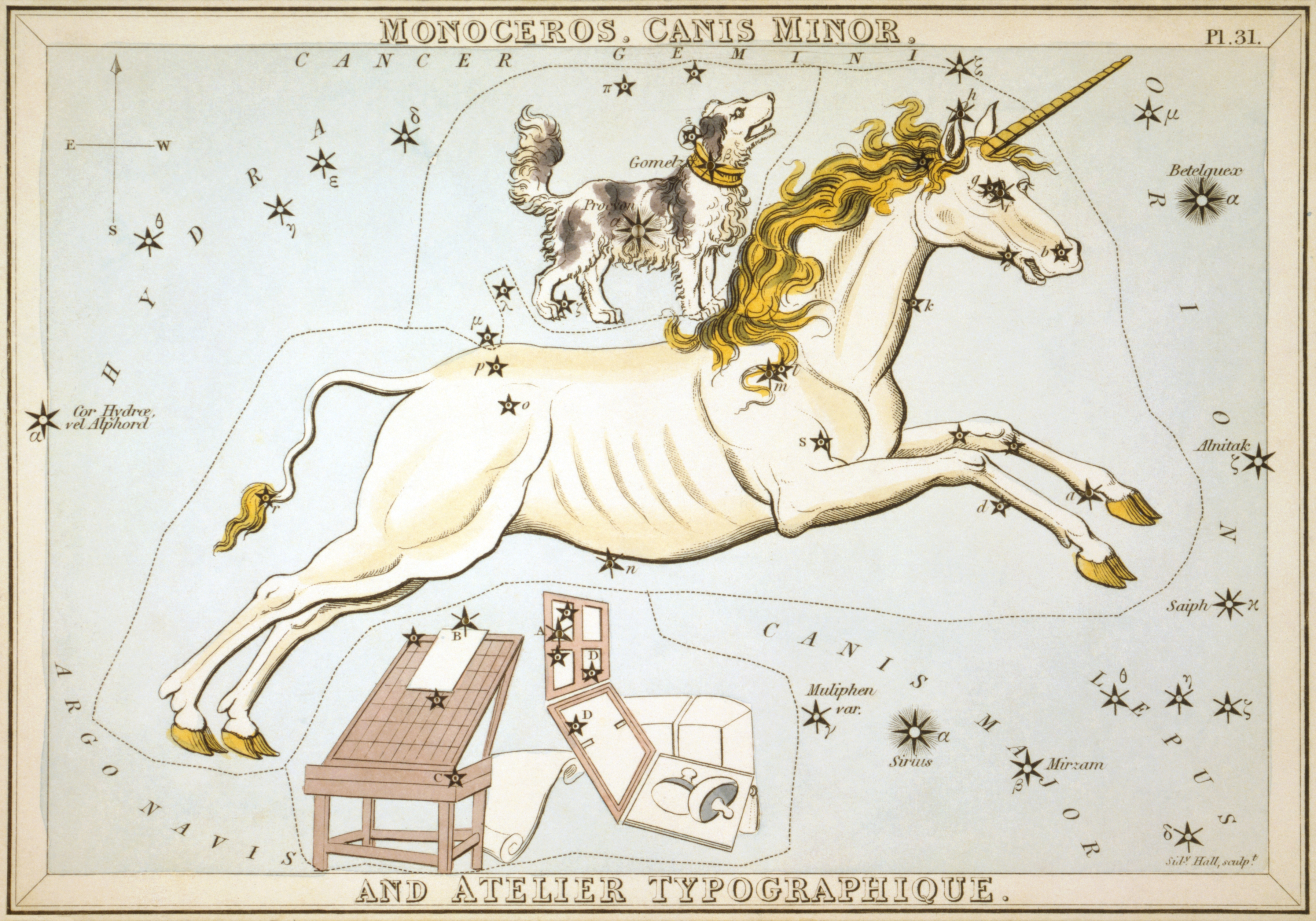
1825年星图卡片《乌拉尼亚之镜》上的小犬座和下面的麒麟座，下方是已作废的印刷室座

小犬座还有其他名称：約翰·拜耳在17世纪初为星座起名“Fovea”，意指“坑”，或是意为“桑树”的“Morus”。17世纪日耳曼诗人兼作家菲利普·泽森（Philipp Zesen）把小犬座和《經外書》里托比亚斯（Tobias）的狗联系起来。理查德·普罗克特（Richard A. Proctor）1870年把小犬座称为“猫”（Felis），大犬座还是称为“犬”（Canis），自称是为缩短名称，方便天体图上标识。此外，也有文献把小犬座与大犬座混淆，起名“猎户座的狗”（Canis Orionis）。
中国天文学将小犬座恒星划入南方朱雀。南河三、南河二和南河一组成南河星官，南河意为银河以东、井宿南面的河流。与南河对应的是北河，包含双子座恒星北河二、北河三和北河一，黄道在南河与北河间通过，故而两条河又代表黄道大门。小犬座的水位一、水位二与巨蟹座的水位三、水位四组成星官水位，与双子座恒星一起代表负责监控水位、泄洪的官员，或是测量水位的工具。古代朝鲜将小犬座四颗恒星划入南方朱雀内的“水位座”。
波利尼西亚人通常不将小犬座视为星座，但很重视南河三，经常为它命名。土阿莫土群岛将小犬座称为“Hiro”，意为“像椰子纤维线条般扭曲”；还有“Kopu-nui-o-Hiro”，意为“像椰子纤维线条般扭曲的大肚子”，可能是代表小犬座的现代人物名，或南河三的别名。库克群岛第二大的曼加伊亚岛以女神之名把小犬座称为“维纳”（Vena），新西兰把星座称为“Puanga-hori”，其中“Puanga”是參宿七的名字，“Puanga-hori”可以理解成“假参宿七”。社會群島把南河三称为“Ana-tahua-vahine-o-toa-te-manava”，字面意为“心灵勇敢的女祭司阿斯特”，喻意“雄辩的支柱”。澳大利亚北領地原住民瓦达曼人把南河三与南河二分别称为“Magum”和“Gurumana”，是变成桉树的先祖，皮肤变成树皮后，他们还能通过摇动树叶发出人说话的声音。阿兹特克历法与阿兹特克宇宙学关系密切，将小犬座恒星与猎户座和双子座部分恒星连成星群，与名为“水”的日期关联。

## 简介
小犬座位于双子座明亮恒星北河二与北河三正南面，南接麒麟座，北靠双子座，东挨长蛇座，东北与巨蟹座接壤，与大犬座不直接相邻，中间隔着麒麟座。小犬座覆盖183平方度夜空，在88个星座排名第71，每年冬季在北半球夜空南面最为显著。比利时天文学家尤金·德爾波特1930年正式划分星座边界，小犬座呈14条边组成的多边形（见文首信息框）。星座在赤道坐標系統的赤经位于07h 06.4m至08h 11.4m范围，赤纬在13.22°到−0.36°之间。小犬座在一到三月夜空比较容易看到，并以二月中旬晚上十点左右最清晰。此后直到七月只在日落后一小段时间可见，消失后又在黎明前升到天上。1922年，國際天文聯會确定以三字母缩写代表小犬座。

## 显著特点

### 恒星

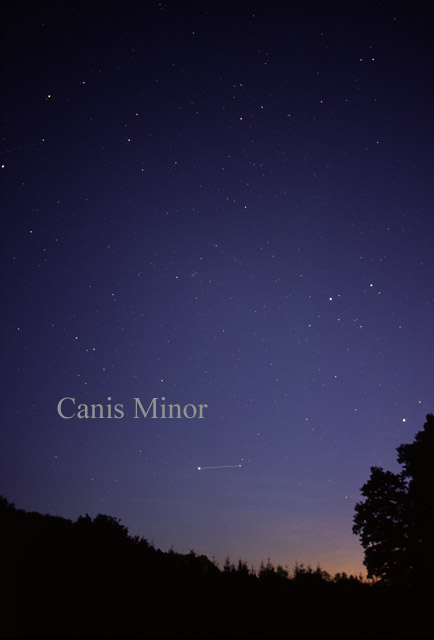
小犬座能用肉眼识别

小犬座只有两颗恒星亮度超过4.0视星等，其中南河三达0.34视星等，在夜空所有恒星排第七，而且距地球非常近。南河三又名“Procyon”，源自古希腊语，意为“在狗以前”，意指该星是在人称“狗星”的大犬座天狼星前约一小时升起。南河三属联星系，主星称为南河三A，是光谱等级F5 IV-V的黄白主序星，与光谱等级DA的黯淡白矮星南河三B相伴。南河三B亮度10.7视星等，以41年公转周期围绕质量更大的南河三A运转。南河三A有1.4倍太阳质量，南河三B仅0.6倍，联星系距地球11.4光年，在亮度超过1.0视星等的北天恒星中离地最近。2.89视星等的南河二是小犬座第二亮恒星，距太阳系160±10光年，是光谱等级B8 Ve的蓝白主序星。它亮度远不及南河三，但实际光度要高得多，有三倍太阳质量，250倍太阳光度。南河二的亮度在2.84到2.92视星等范围变化，幅度很小，科学家将它归入殼層星（仙后座γ型变星）。星体周围是气体圆盘，经恒星加热并发出辐射。
約翰·拜耳用α到η共七个希腊字母为小犬座最明显的八颗恒星命名，其中两颗星合用字母δ，分别是δ1和δ2:76–77。約翰·佛蘭斯蒂德为14颗星编号，还把其中一颗称为δ3:77，不过，后人找不到他编号的小犬座12:369。拜耳1603年的《測天圖》将南河三画在狗肚，南河二位于颈部:504。附近的南河增一、南河一与南河增二分别代表狗的脖子、头顶和胸口:504。南河增一是光谱等级K3-III C的K型橙巨星，离地318光年，亮度4.34视星等，用双筒望远镜可以明显看出星体色彩。南河增一包含的星体众多，主星南河增一A是光谱联星，另有有三颗光学伴星，分别是13等的南河增一B，12等的南河增一C和10等南河增一D。南河增一A的两颗星体以389.2天为周期围绕彼此旋转，呈偏心轨道，间距在2.3到1.4天文單位变化。南河一是光谱等级G6.5IIb的黄色亮巨星，亮度4.99视星等，距地球730至810光年，直径和光度分别是太阳13倍和750倍。南河增二是光谱等级F0III的巨星，亮度5.24视星等，使用双筒望远镜可以看到黄色光泽和11.1视星等的黯淡伴星，伴星与主星相隔四弧秒，距离440天文单位，公转周期约五千年。
南河三附近有三颗恒星共称小犬座δ，其中δ1又名南河增五，是5.25视星等的F型黄白巨星，离地约790光年，光度和质量分别是太阳360倍和3.75倍，因年代古老已开始膨胀并冷却，生命周期大部分时间是光谱等级B6V的B型主序星。δ2又称南河增四，是光谱等级F2V的F型黄白巨星，距地球136光年。δ3又名南河增三，是光谱等级A0Vnn的白主序星，亮度5.83视星等，离地680光年。这三颗星代表狗的左后腿，5.13视星等的南河增六是右后腿:504。南河增六是光谱等级B8II的蓝白亮巨星，距太阳系623光年。
离地222±7光年的橙巨星南河增八亮度4.39视星等，已有68亿年历史，光谱等级K2III，直径约为太阳22倍，质量1.1倍，光度174倍，絕對星等−0.15。历史上的天体制图师曾在星图上标错南河增八位置，导致人们误以为它是船尾座恒星并以“船尾座13”命名，波得曾为该星命名“小犬座λ”，现已不再使用:460。2012年，人们通过测量恒星徑向速度发现南河增八的行星，质量约为木星六倍，轨道周期480天。
小犬座BC是光谱等级M4III的紅巨星，离太阳系约五百光年，是亮度在6.14到6.42视星等变化的半規則變星，已发现27.7天、143.3天和208.3天三种变化周期。
小犬座AZ、小犬座AD和小犬座BI都是矮造父變星，脉冲间距短至不超过六小时，用于充当宇宙距离尺度，是星震學研究的重要目标。小犬座AZ光谱等级A5IV，亮度以2.3小时为周期在6.44到6.51视星等变动。小犬座AD光谱等级F2III，亮度以2.95小时周期在9.21至9.51视星等闪烁。小犬座BI光谱等级F2，亮度9.19视星等左右，变动周期约2.91小时。
小犬座至少三颗红巨星是刍藁变星。其中光谱等级M7e的小犬座S最亮，以332.94天为周期在6.6至13.2视星等范围变化。小犬座V以336.1天周期在7.4到15.1视星等闪烁。小犬座R是S-型星，亮度以337.8天周期在7.3至11.6视星等范围变化。
小犬座YZ是光谱等级M4.5V、亮度11.2视星等的紅矮星，离地20光年，尺寸约为木星三倍。小犬座YZ属耀星，不定时爆发持续几分钟的能量，强烈程度可能远超耀斑。魯坦星是光谱等级M3.5V的红矮星，亮度只有9.9视星等所以肉眼无法观测，离地仅12.39光年，是小犬座除南河三外最近的恒星。PSS 544-7是质量约为太阳两成的18等红矮星，离地685光年，1991年发现，估计是冲出星团的炮弹星，如今还在迅速远离星系盤。
小犬座DY又名VSX J074727.6+065050，是天箭座WZ型矮新星，亮度在2008年1至2月达到顶峰11.4视星等，此后约80天下降八等，亮度降至19.5视星等左右。小犬座DY是离地非常遥远的联星，白矮星和质量不及的恒星相互围绕旋转，白矮星还因间距很近持续吸收伴星物质并形成吸积盘，吸积过程逐渐积累直到急剧喷发。

### 深空天体

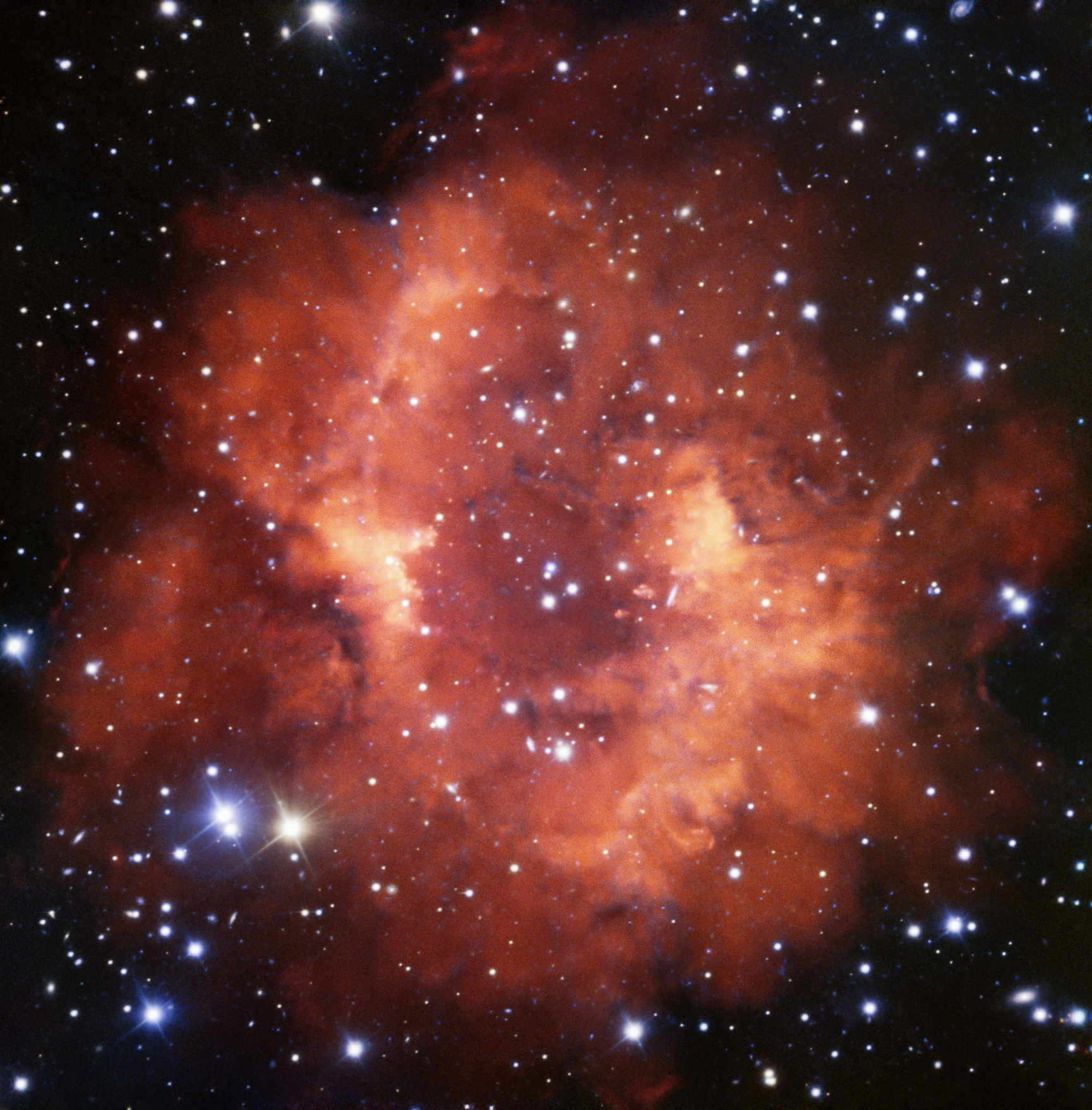
阿贝尔244星云

银河系跨过大半小犬座，但星座内的深空天體很少。威廉·赫歇爾1786年的《星雲和星團總表》记有四个，其中两个他误以为是星团。NGC 2459由五颗13到14等星组成，看起来相互接近，但实际没有关联。NGC 2394情况类似，由15颗没有关联的恒星组成，其中最亮的是九等星。
赫歇爾还发现三个更加黯淡的星系，其中两个在相互影响。NGC 2508是13等透鏡狀星系，估计离地2.05亿光年，直径八万光年。赫歇爾以为NGC 2402是单个天体，实际上是几乎相邻并相互影响的两个星系，亮度分别只有14和15等，是椭圆螺旋星系，估计离地2.45亿光年，直径均在5.5万光年左右。

### 流星雨
小犬座流星雨又称南河三流星雨，是1964年基思·辛德利（Keith Hindley）在五等星水位二附近发现的流星雨。辛德利研究轨迹后推断流星雨和D/1917 F1慧星系出同源，但未获学界认可，因为他研究的轨迹数量少而且过于分散，不足以确认关联。流星雨在12月4日开始，15日结束，10到11日最频繁。